# Uniforme Algebra
Uniforme Algebren werden im mathematischen Teilgebiet der Funktionalanalysis, genauer in der Theorie der Banachalgebren, untersucht. Es handelt sich dabei um abgeschlossene Unteralgebren von Algebren stetiger Funktionen auf einem Kompaktum bzgl. der Supremumsnorm. Da man letztere auch die uniforme Norm nennt, denn sie definiert die Topologie der gleichmäßigen Konvergenz (engl. uniform convergence), erklärt sich der auch im Deutschen gebräuchliche Name uniforme Algebra.

## Definitionen
Für einen kompakten Hausdorffraum {\displaystyle X} sei {\displaystyle C(X)} die {\displaystyle \mathbb {C} }-Algebra der stetigen Funktionen {\displaystyle C\rightarrow \mathbb {C} }. {\displaystyle C(X)} enthält die konstanten Funktionen und trennt nach dem Lemma von Urysohn die Punkte von {\displaystyle X}, das heißt zu je zwei verschiedenen Punkten {\displaystyle x_{1},x_{2}\in X} gibt es eine Funktion {\displaystyle f\in C(X)} mit {\displaystyle f(x_{1})\not =f(x_{2})}. Mit der Supremumsnorm
{\displaystyle \textstyle \|f\|_{X}:=\sup _{x\in X}|f(x)|}
wird {\displaystyle C(X)} eine kommutative Banachalgebra.
Eine uniforme Algebra auf einem kompakten Hausdorffraum {\displaystyle X} ist eine {\displaystyle \|\cdot \|}-abgeschlossene Unteralgebra {\displaystyle A\subset C(X)}, die die Konstanten enthält und die Punkte von {\displaystyle X} trennt.

## Beispiele
- Die Algebren der Form {\displaystyle C(X)}, {\displaystyle X} kompakter Hausdorffraum, sind selbst uniforme Algebren.
- Für eine kompakte Teilmenge {\displaystyle X\subset \mathbb {C} ^{n}} sei {\displaystyle P(X)\subset C(X)} die Unteralgebra aller Funktionen, die auf {\displaystyle X} gleichmäßig durch Polynome approximiert werden können. Ist {\displaystyle S^{1}} die Einheitskreislinie, so ist {\displaystyle P(S^{1})} die Diskalgebra.
- Für eine kompakte Teilmenge {\displaystyle X\subset \mathbb {C} ^{n}} sei {\displaystyle R(X)\subset C(X)} die Unteralgebra aller Funktionen, die auf {\displaystyle X} gleichmäßig durch rationale und in einer Umgebung von {\displaystyle X} holomorphen Funktionen approximiert werden können.
- Für eine kompakte Teilmenge {\displaystyle X\subset \mathbb {C} ^{n}} sei {\displaystyle A(X)\subset C(X)} die Unteralgebra aller Funktionen, die auf {\displaystyle \mathrm {int} (X)} holomorph sind, wobei {\displaystyle \mathrm {int} (X)} das Innere von {\displaystyle X} bezeichne. Ist {\displaystyle D\subset \mathbb {C} } der Einheitskreis, so ist {\displaystyle A(D)} die Diskalgebra. Es ist also {\displaystyle P(S^{1})\cong A(D)}, beachte aber, dass es sich um uniforme Algebren über verschiedenen Mengen handelt.

## Bemerkungen
Der Begriff der uniformen Algebra hängt ganz wesentlich von {\displaystyle X} ab. Die Algebra
{\displaystyle A:=\{f\in C([0,1])\mid f(0)=f(1)\}} ist keine uniforme Algebra auf {\displaystyle X=[0,1]}, denn die Punkte 0 und 1 werden nicht durch {\displaystyle A} getrennt. Aber {\displaystyle A} ist isometrisch isomorph zur uniformen Algebra {\displaystyle C(S^{1})} der stetigen Funktionen auf der Einheitskreislinie {\displaystyle S^{1}}, denn
{\displaystyle \Phi :C(S^{1})\rightarrow A,\quad (\Phi (f))(t):=f(e^{2\pi \mathrm {i} t}),\quad t\in [0,1]}
ist offenbar ein solcher Isomorphismus.
Ist {\displaystyle A\subset C(X)} eine uniforme Algebra auf {\displaystyle X}, so definiert jedes {\displaystyle x\in X} einen Homomorphismus
{\displaystyle \delta _{x}:A\rightarrow \mathbb {C} ,\quad \delta _{x}(f):=f(x)}.
Da {\displaystyle A} die konstante Funktion 1 enthält und {\displaystyle \delta _{x}(1)=1}, ist {\displaystyle \delta _{x}\not =0}, das heißt {\displaystyle \delta _{x}} ist ein Element des Gelfand-Raums {\displaystyle X_{A}}. Da {\displaystyle A} die Punkte von {\displaystyle X} trennt, ist {\displaystyle \delta _{x_{1}}\not =\delta _{x_{2}}} für zwei verschiedene Punkte {\displaystyle x_{1},x_{2}\in X}. Daher ist
{\displaystyle \delta :X\rightarrow X_{A},\quad x\mapsto \delta _{x}}
eine homöomorphe Einbettung, die im Allgemeinen aber nicht surjektiv ist.
Damit ist {\displaystyle X\cong \delta (X)\subset X_{A}} definitionsgemäß ein Rand der Banachalgebra und kann daher als abgeschlossene Menge des Schilow-Randes {\displaystyle \partial _{A}} von {\displaystyle A} aufgefasst werden. In Analogie obiger Beispiele {\displaystyle P(X)} oder {\displaystyle A(X)} versucht man in der Theorie der uniformen Algebren für die Restmenge {\displaystyle X_{A}\setminus X} unter anderem Begriffsbildungen aus der Theorie der analytischen Funktionen zu verallgemeinern.

## Spezialfälle
Eine uniforme Algebra {\displaystyle A} heißt antisymmetrisch, wenn alle reellwertigen Funktionen aus {\displaystyle A} konstant sind. Die oben genannte Diskalgebra ist ein Beispiel für eine antisymmetrische uniforme Algebra.
Eine uniforme Algebra {\displaystyle A\subset C(X)} heißt maximal, wenn es keine echt zwischen {\displaystyle A} und {\displaystyle C(X)} gelegene uniforme Algebra auf {\displaystyle X} gibt. Nach dem Maximalitätssatz von Wermer ist die Diskalgebra {\displaystyle P(S^{1})\subset C(S^{1})} maximal. Die Diskalgebra tritt auch als uniforme Algebra {\displaystyle A(D)\subset C(D)} auf und ist offenbar nicht maximal in {\displaystyle C(D)}. Der Begriff der Maximalität hängt also von {\displaystyle X} ab.
Eine uniforme Algebra {\displaystyle A\subset C(X)} heißt Dirichlet auf {\displaystyle X}, wenn der {\displaystyle \mathbb {R} }-Vektorraum {\displaystyle \mathrm {Re} (A):=\{\mathrm {Re} (f)\mid f\in A\}} der Realteile der Funktionen aus {\displaystyle A} eine dichte Teilmenge in {\displaystyle \mathrm {Re} (C(X))} ist. Ist zusätzlich {\displaystyle X=\partial _{A}}, so nennt man {\displaystyle A} eine Dirichlet-Algebra.
Eine uniforme Algebra {\displaystyle A\subset C(X)} heißt logmodular, wenn die Menge {\displaystyle \mathrm {log} |A^{-1}|:=\{\mathrm {log} \circ |f|\mid f\in A^{-1}\}} der Logarithmen der Beträge von in {\displaystyle A} invertierbaren Funktionen dicht in {\displaystyle \mathrm {Re} (C(X))} ist. Dirichlet-Algebren sind logmodular.

## Verallgemeinerung
Das obige Beispiel {\displaystyle A:=\{f\in C([0,1])\mid f(0)=f(1)\}} wirft die Frage auf, wann eine kommutative Banachalgebra mit Einselement isometrisch isomorph zu einer uniformen Algebra ist. Mittels der Gelfand-Transformation und der Spektralradiusformel sieht man leicht, dass eine kommutative Banachalgebra {\displaystyle A} mit Einselement genau dann isometrisch isomorph zu einer uniformen Algebra ist, wenn {\displaystyle \|a^{2}\|=\|a\|^{2}} für alle {\displaystyle a\in A}. Im unten angegebenen Lehrbuch von H. Goldmann wird das sogar als Definition verwendet. Ist die Banachalgebra endlich erzeugt, so kann ihr Gelfand-Raum mit dem gemeinsamen Spektrum eines Erzeugendensystems identifiziert werden und daher mit einer kompakten Teilmenge des {\displaystyle \mathbb {C} ^{n}}.
Diese Charakterisierung kann für eine Verallgemeinerung auf Fréchet-Algebren verwendet werden. Eine Fréchet-Algebra {\displaystyle A} heißt uniforme Fréchet-Algebra, wenn die Fréchet-Raum-Topologie durch eine Folge {\displaystyle (p_{n})_{n\in \mathbb {N} }} submultiplikativer Halbnormen gegeben ist, für die {\displaystyle p_{n}(a^{2})=p_{n}(a)^{2}} gilt für alle {\displaystyle n\in \mathbb {N} } und {\displaystyle a\in A}.